# Saint Kitts och Nevis i olympiska sommarspelen 1996
Saint Kitts och Nevis deltog i de olympiska sommarspelen 1996 med en trupp bestående av tio deltagare, sex män och fyra kvinnor, men ingen av landets deltagare erövrade någon medalj.

## Friidrott
Damernas 4 x 400 meter stafett
- Bernadeth Prentice, Diane Francis, Valma Bass och Tamara Wigley
  - Kval — 3:35.12 (→ gick inte vidare)